# Peter Sommer (Kulturhistoriker)
Peter Heinz Sommer (* 17. Januar 1926 in Sumiswald; † 22. August 1999 in Herrenschwanden) war ein Schweizer Lehrer, Kulturhistoriker, Sprachforscher und Schriftsteller.
Sommer arbeitete als Sekundarlehrer, ehe er 1954 bis 1955 „Mitglied der Neutralen Überwachungskommission an der Demarkationslinie zwischen Nord- und Südkorea“ war. Ab 1966 studierte er „Geographie, Urgeschichte und Volkskunde an der Universität Bern“. Er publizierte zu kulturhistorischen Themen und entwickelte das Karteikartensystem „Dr.-Sommer-Kartennetz“. Sein Nachlass befindet sich in der Burgerbibliothek Bern.

## Werke (Auswahl)
- Scharfrichter von Bern. Lukanios, Bern 1969.